# Dobin am See
Dobin am See ist eine Gemeinde im Landkreis Ludwigslust-Parchim in Mecklenburg-Vorpommern, Deutschland. Sie wird vom Amt Crivitz mit Sitz in Crivitz verwaltet.

## Geografie
Dobin am See liegt am Nordostufer des Schweriner Sees (Außensee), nordöstlich des Paulsdammes inmitten einer hügeligen Endmoränenlandschaft. Die Höhen steigen von 37,8 m ü. NHN, dem mittleren Spiegel des Schweriner Sees, bis über 80 m ü. NHN an. Umliegende Städte sind unter anderen Schwerin und Brüel. Zu den Seen im Gemeindegebiet gehören der Lange See, der Neuschlagsdorfer See, die Schlese sowie zwei Schwarze Seen.
Gemeindegliederung
Dobin am See besteht aus den Ortsteilen:
- Alt Schlagsdorf
- Buchholz
- Flessenow
- Liessow
- Neu Schlagsdorf
- Retgendorf
- Rubow

## Geschichte
Dobin am See gibt es als Gemeinde seit dem 13. Juni 2004. Sie entstand durch eine Fusion der bisherigen Gemeinden Retgendorf und Rubow.
Der Name Dobin geht zurück auf eine Burg, die der Abodritenfürst Niklot um 1147 zwischen dem Schweriner See und der Döpe bei Neu Flessenow errichten ließ. Im Rahmen einer Strafexpedition Heinrich des Löwen 1160 zerstörte der zurückweichende Niklot die Burg, um eine Einkesselung zu verhindern. Die meisten Dörfer im Gemeindeverbund wurden im 13. Jahrhundert erstmals urkundlich erwähnt.
Das Gebiet gehörte bis zum Ersten Weltkrieg zum Herzogtum bzw. Großherzogtum Mecklenburg-Schwerin dann zum Freistaat Mecklenburg-Schwerin (1919–1933), nach 1945 zum Land Mecklenburg und von 1952 bis 1990 zum Bezirk Schwerin der DDR.
Der Familie von Sperling gehörten vom 15. bis ins 18. Jahrhundert die Orte Alt Schlagsdorf, Buchholz, Flessenow, Neu Schlagsdorf, Retgendorf und Rubow. Später folgten als Gutsbesitzer die Familie von Bülow sowie danach auch die Familien von Neumann, von Benckendorff und von Böhl.
Buchholz: Die spätgotische Dorfkirche erhielt 1869 den neogotischen Westturm.
Flessenow wurde als Vlassenow 1241 erstmals genannt. Der Name des Ortes stammt vermutlich von dem altslawischen Wort vlaga ab und bedeutet Feuchter Ort.
 Liessow, Rittergut der Familie Neumann, danach bis 1945 der Familie von Oertzen. Im Februar 2015 wurde das im klassizistischen Stil errichtete Herrenhaus abgerissen.
Retgendorf wurde 1241 erstmals erwähnt. Die spätgotische Dorfkirche stammt aus dem 14. Jahrhundert. Die Gutsherren waren u. a. die Familien von Sperling (ab 13. Jh.), von Plessen (ab um 1622), Bernhard Joachim von Bülow (ab 1792) und danach vermutlich der Grafen von Schack. Das Herrenhaus im Dorfkern besteht seit langem nicht mehr.
Rubow: Das Spätklassizistische, unsanierte Gutshaus Rubow stammt aus dem 19. Jahrhundert. Vom 15. bis 17. Jahrhundert waren die von Sperling hier ansässig, es folgten die Familien von Bülow, von Neumann und von Benckendorff und seit Ende des 19. Jahrhunderts bis 1945 die von Böhl.
In Holdorf und Buchholz wohnte zwischen 1844 und 1849 der politisch verfolgte Dichter August Heinrich Hoffmann von Fallersleben.

## Bevölkerung
| Jahr | Einwohner |
| ---- | --------- |
| 2005 | 2008      |
| 2010 | 1964      |
| 2015 | 1924      |
| 2020 | 1974      |

| Jahr | Einwohner |
| ---- | --------- |
| 2021 | 1998      |
| 2022 | 2038      |
| 2023 | 2069      |

 Stand: 31. Dezember des jeweiligen Jahres

## Politik

### Gemeindevertretung
Die Gemeindevertretung von Dobin am See besteht aus 12 Mitgliedern. Die Kommunalwahl am 9. Juni 2024 führte bei einer Wahlbeteiligung von 75,3 % zu folgendem Ergebnis:
| Partei / Wählergruppe                           | Stimmenanteil 2019 | Sitze 2019 |  | Stimmenanteil 2024 | Sitze 2024 |
| ----------------------------------------------- | ------------------ | ---------- |  | ------------------ | ---------- |
| CDU                                             | 32,1 %             | 4          |  | 27,6 %             | 3          |
| AfD                                             | –                  | –          |  | 20,4 %             | 2          |
| Wir leben Demokratie (WLD)                      | –                  | –          |  | 13,3 %             | 2          |
| Einzelbewerberin Christine Löchter              | –                  | –          |  | 13,3 %             | 1          |
| SPD                                             | –                  | –          |  | 04,8 %             | 1          |
| Freie Wählergemeinschaft Dobin am See (FWG DaS) | 17,2 %             | 2          |  | 09,5 %             | 1          |
| Einzelbewerber Franciscus Elshout               | 10,2 %             | 1          |  | 05,8 %             | 1          |
| Einzelbewerber Aloysius Tacke                   | 05,4 %             | 1          |  | 03,9 %             | –          |
| Einzelbewerber Chris Schumacher                 | –                  | –          |  | 01,4 %             | –          |
| Bürger für Dobin                                | 12,1 %             | 1          |  | –                  | –          |
| Die Linke                                       | 09,0 %             | 1          |  | –                  | –          |
| Einzelbewerber Andreas Schwarz                  | 05,7 %             | 1          |  | –                  | –          |
| Einzelbewerber Dieter Westphal                  | 05,6 %             | 1          |  | –                  | –          |
| Einzelbewerber Peter Abrahamczyk                | 02,8 %             | –          |  | –                  | –          |
| Insgesamt                                       | 100 %              | 12         |  | 100 %              | 11         |

Bei der Wahl 2024 entfielen auf die Einzelbewerberin Christine Löchter entsprechend ihrem Stimmenanteil zwei Sitze. Daher bleibt in der Gemeindevertretung ein Sitz unbesetzt.

### Bürgermeister
- 2019–2024: Andreas Schwarz
- seit 2024: Christine Löchter

Schwarz wurde bei der Bürgermeisterstichwahl am 16. Juni 2019 mit 57,0 % der gültigen Stimmen gewählt.
Löchter wurde bei der Bürgermeisterstichwahl am 23. Juni 2024 mit 82,7 % der gültigen Stimmen zu seiner Nachfolgerin gewählt. Ihre Amtsdauer beträgt fünf Jahre.

### Dienstsiegel
Die Gemeinde verfügt über kein amtlich genehmigtes Hoheitszeichen, weder Wappen noch Flagge. Als Dienstsiegel wird das kleine Landessiegel mit dem Wappenbild des Landesteils Mecklenburg geführt. Es zeigt einen hersehenden Stierkopf mit abgerissenem Halsfell und Krone und der Umschrift „GEMEINDE DOBIN AM SEE“.

## Sehenswürdigkeiten
- Burg Dobin
- Dorfkirche Retgendorf: Spätgotische, zweijochige Saalkirche als Backsteinbau aus dem 14. Jahrhundert; Chor mit Fünfachtelschluss sowie kräftiger Westturm mit Fachwerkaufsatz und Walmdach.
- Dorfkirche Buchholz: Spätgotischer Backsteinbau mit Strebepfeiler; Chor mit Fünfachtelschluss, neogotischer Westturm von 1869 mit spitzen, Oktogon - Helm
- Gutshaus Flessenow: Zweigeschossiger Putzbau
- Gutshaus Rubow: Zweigeschossiger, 13-achsiger Putzbau

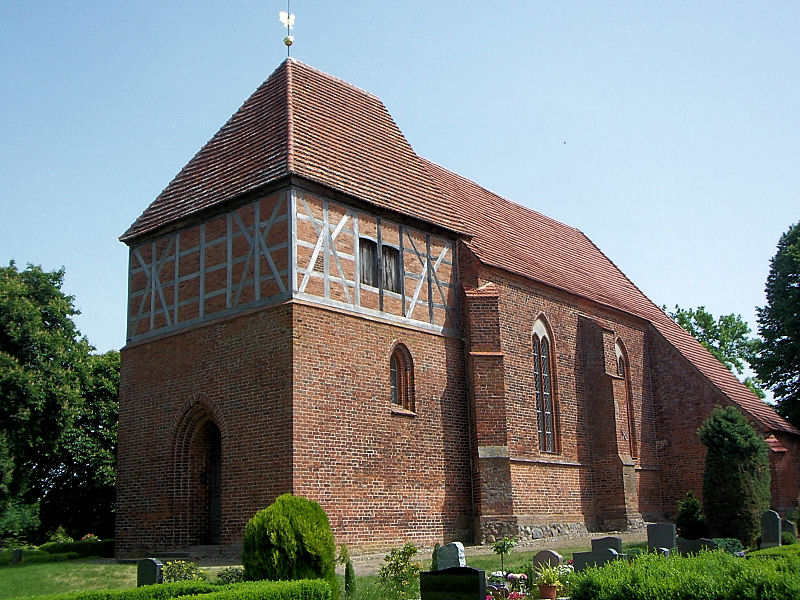
Dorfkirche Retgendorf
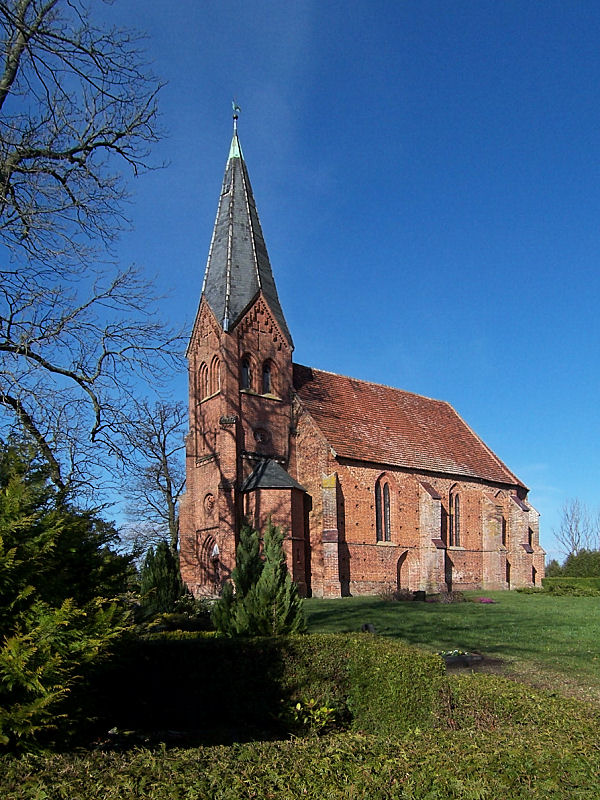
Dorfkirche in Buchholz
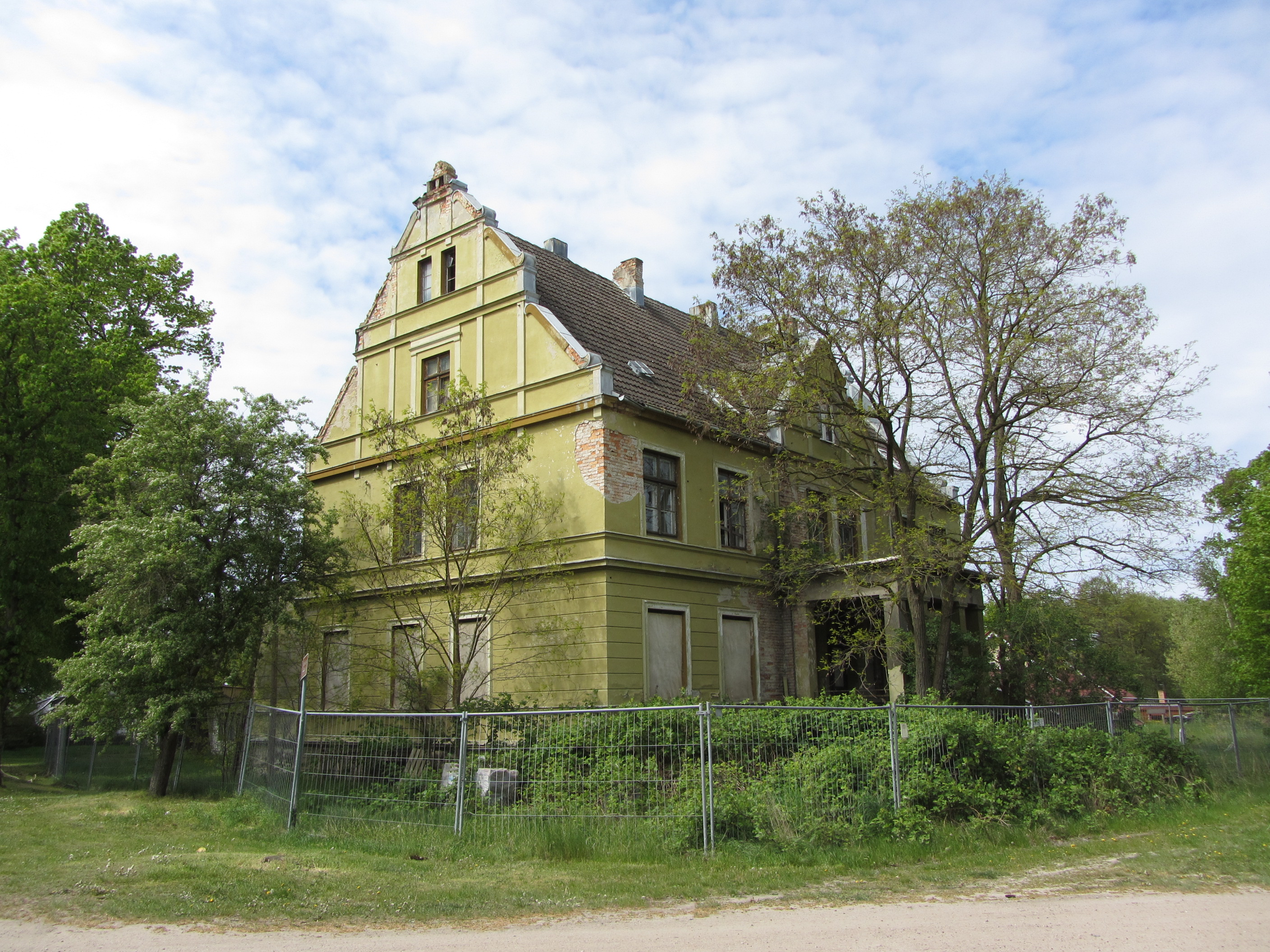
Gutshaus Flessenow
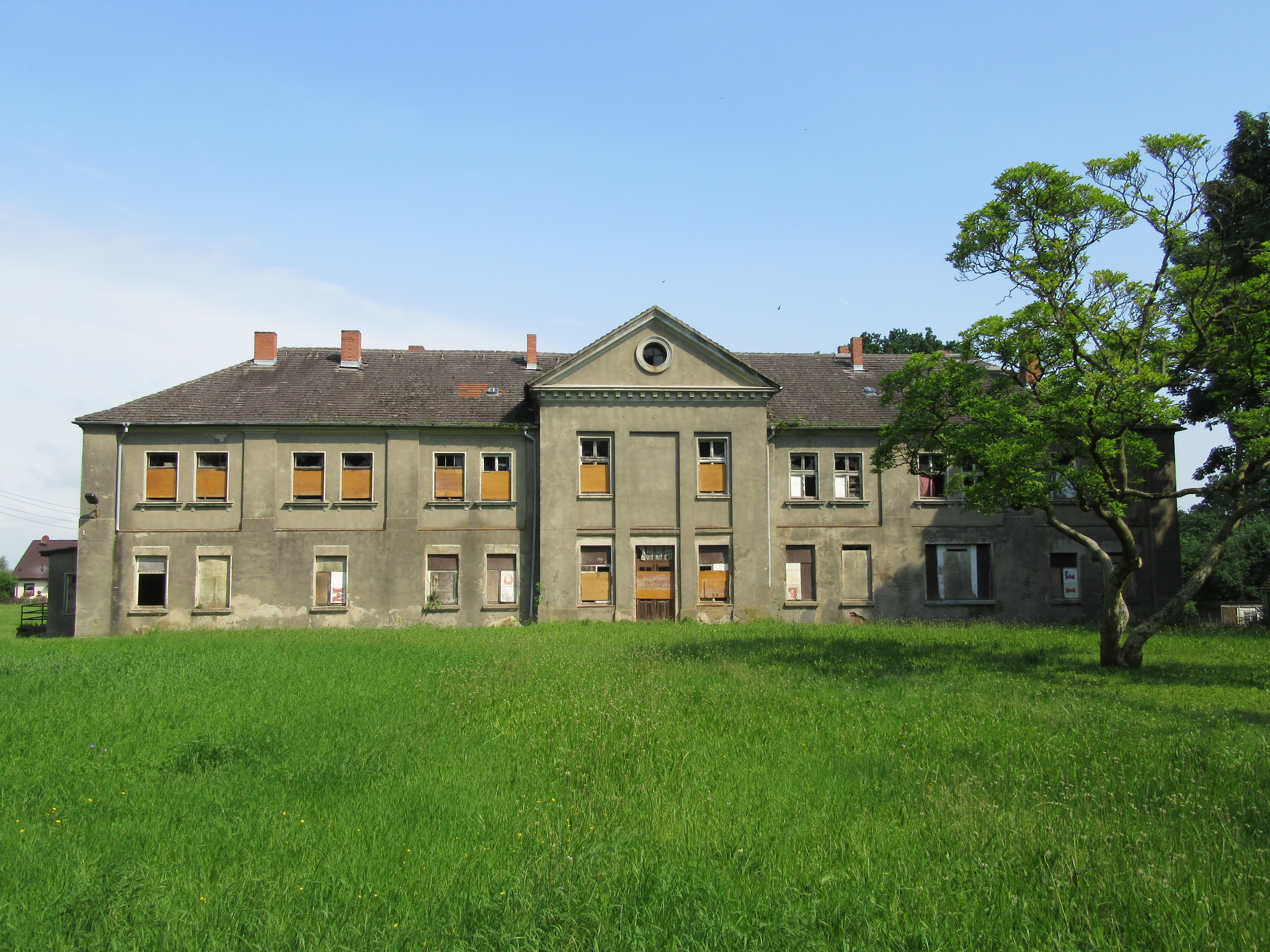
Gutshaus Rubow
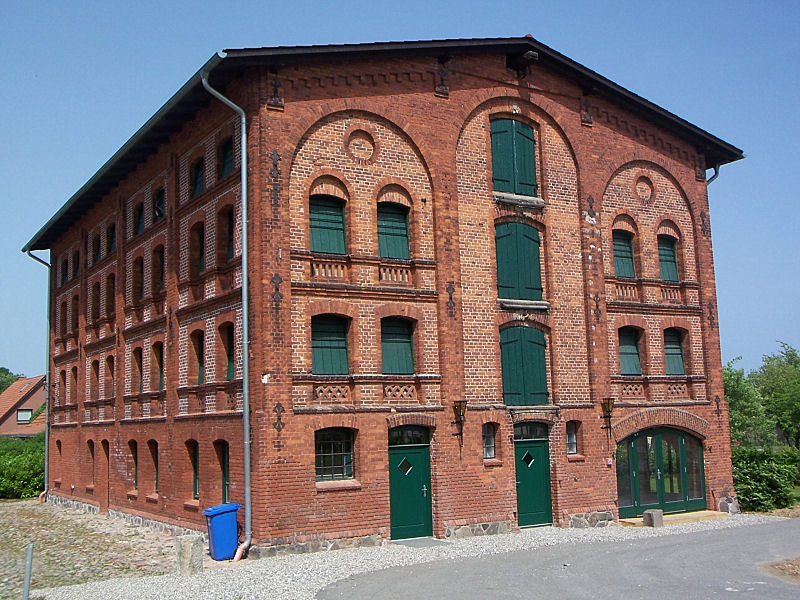
Speicher in Neu Schlagsdorf

## Verkehr
Die Gemeinde liegt nördlich der Bundesstraße 104 und wird durch Trasse der Bundesautobahn 14 geteilt.

## Persönlichkeiten
Zwischen 1844 und 1849 weilte der Dichter August Heinrich Hoffmann von Fallersleben beim Gutsbesitzer und Advokaten Samuel Schnelle im Ortsteil Buchholz. Viele seiner Lieder entstanden hier.